# Петанк

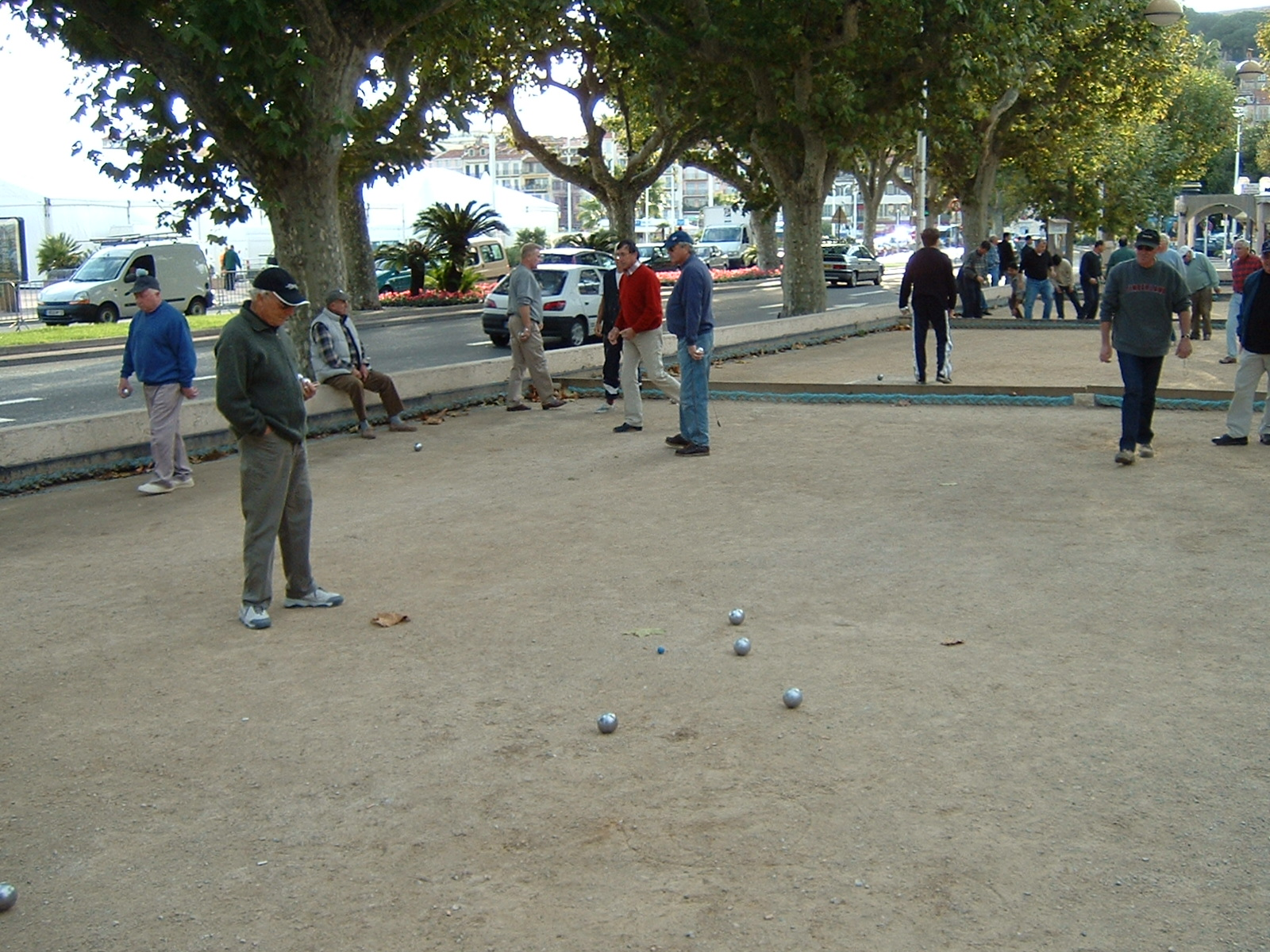
Петанк в Каннах

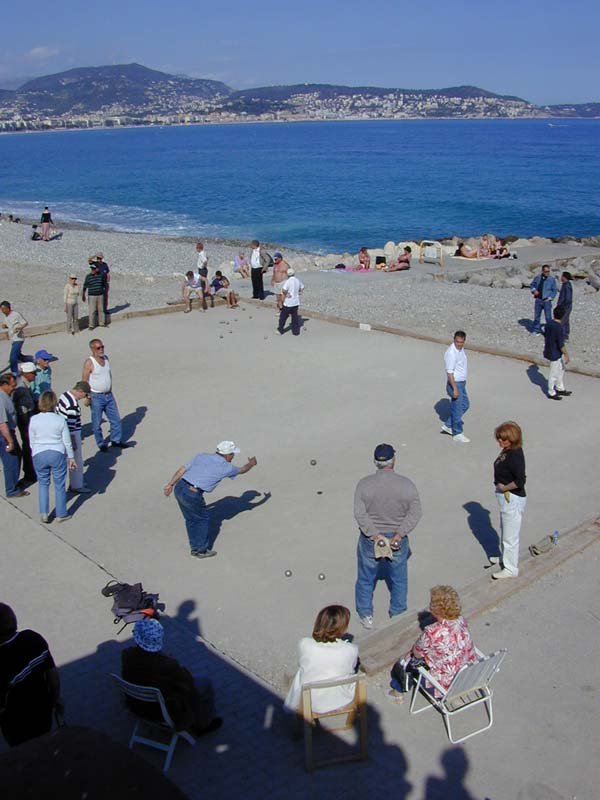
Петанк в Ніцці, Франція

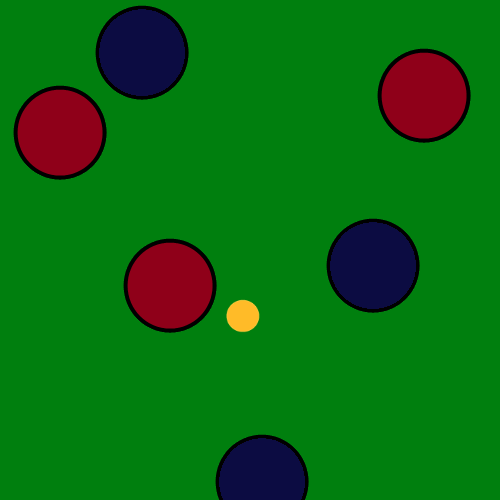
Червоні виграють 1 бал

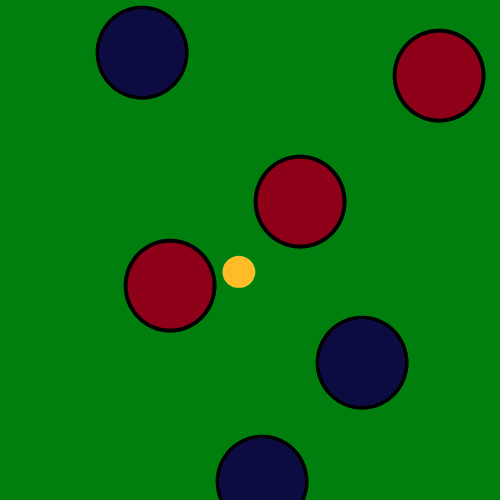
Червоні виграють 2 бали

Петанк (фр. pétanque) — один з різновидів боулзу, метою якого є, стоячи всередині кола (обома ногами торкаючись землі), кинути порожнисті металеві кулі якомога ближче до маленької дерев'яної кулі (cochonnet, piglet, bouchon, le petit — кошонет, поросятко, паця, джек, бушон, корок, малесенький). Цю гру переважно грають на твердому ґрунті або гравії, але можна також грати на траві, піску тощо. Гра подібна до бочче і боулзу.

## Історія
Гра в сучасній формі виникла в 1907 році в Ла-Сьйота, в Провансі, на півдні Франції. Англійською та французькою мовами назва петанк походить від la petanca [peˈtaŋkɔ] в провансальській мові, що означає "ноги разом" або, точніше, "ноги на якорі".
У Франції в петанк грають близько 17 мільйонів осіб (в основному під час літніх канікул). Є близько 375 тис. гравців, ліцензованих Федерацією Французького Петанку і близько 3 тис. — в Англії. В Квебеку — близько 20 тис. Крім того, петанк-клуби є в США та в Південно-Східній Азії (у зв'язку з французькою присутністю в цьому регіоні протягом останніх століть): Лаос, Північний Таїланд, В'єтнам, Камбоджа. 

В Україні петанк визнали національним видом спорту в 2021 році. Існує Федерація петанку України, збірні команди представляють нашу країну на різноманітних змаганнях європейського та світового масштабів.

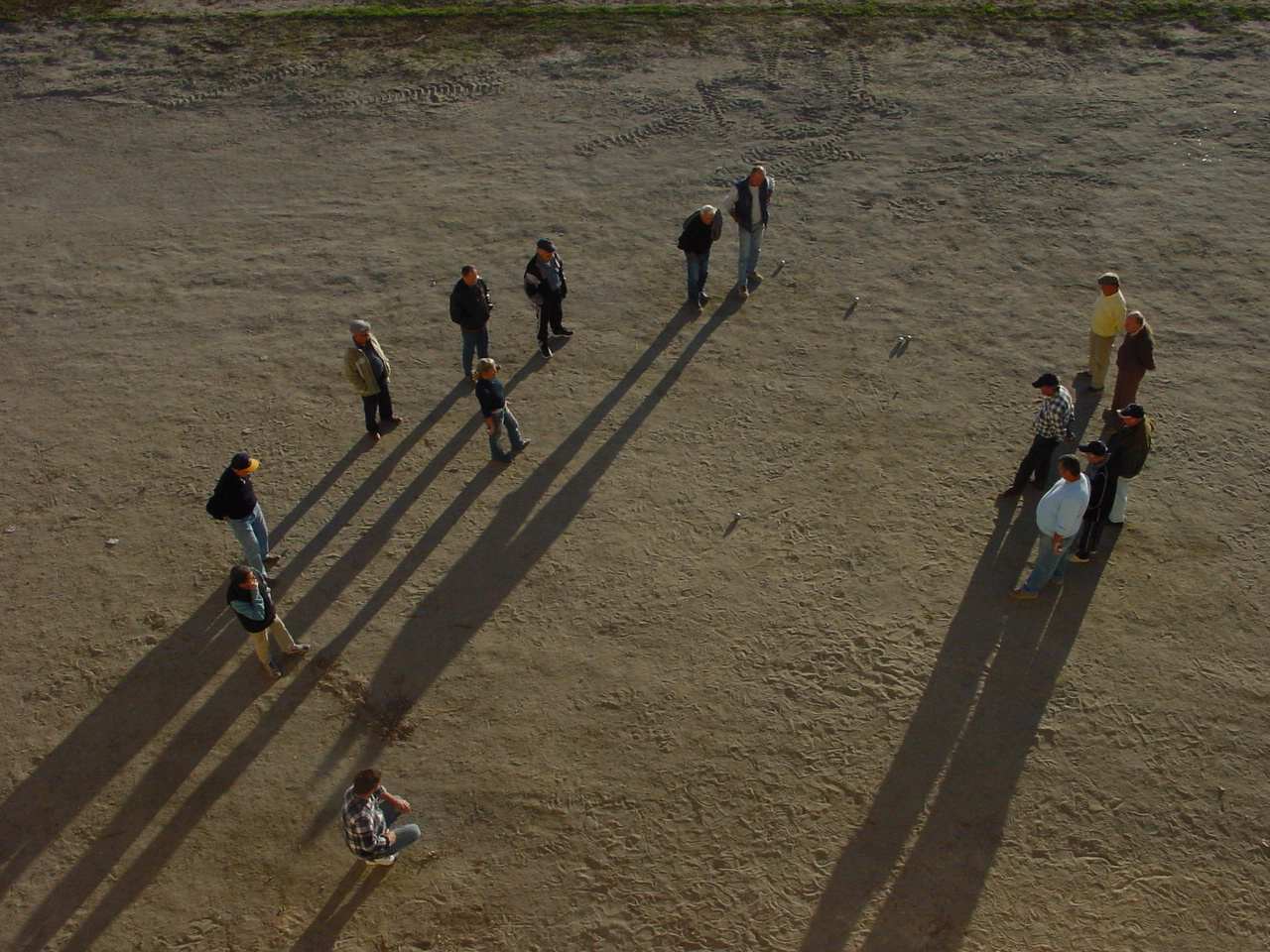
Петанк в післяобідню пору в Aigues-Mortes
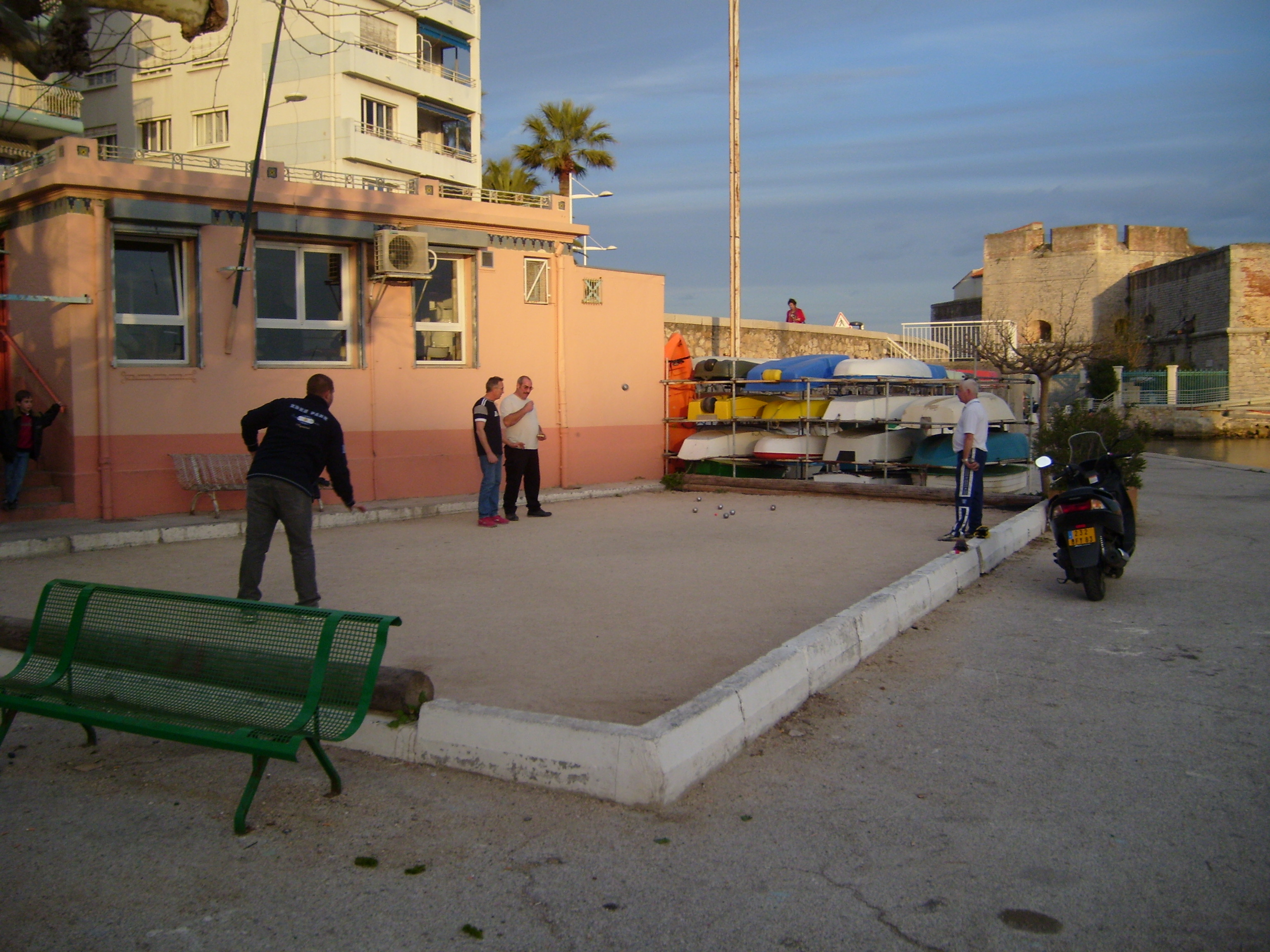
Тулон.
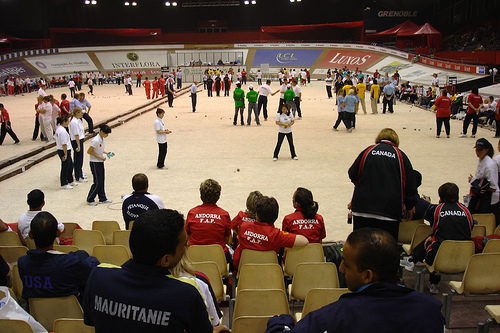
Чемпіонат з петанку в Ґреноблі, Франція - 2006 р.
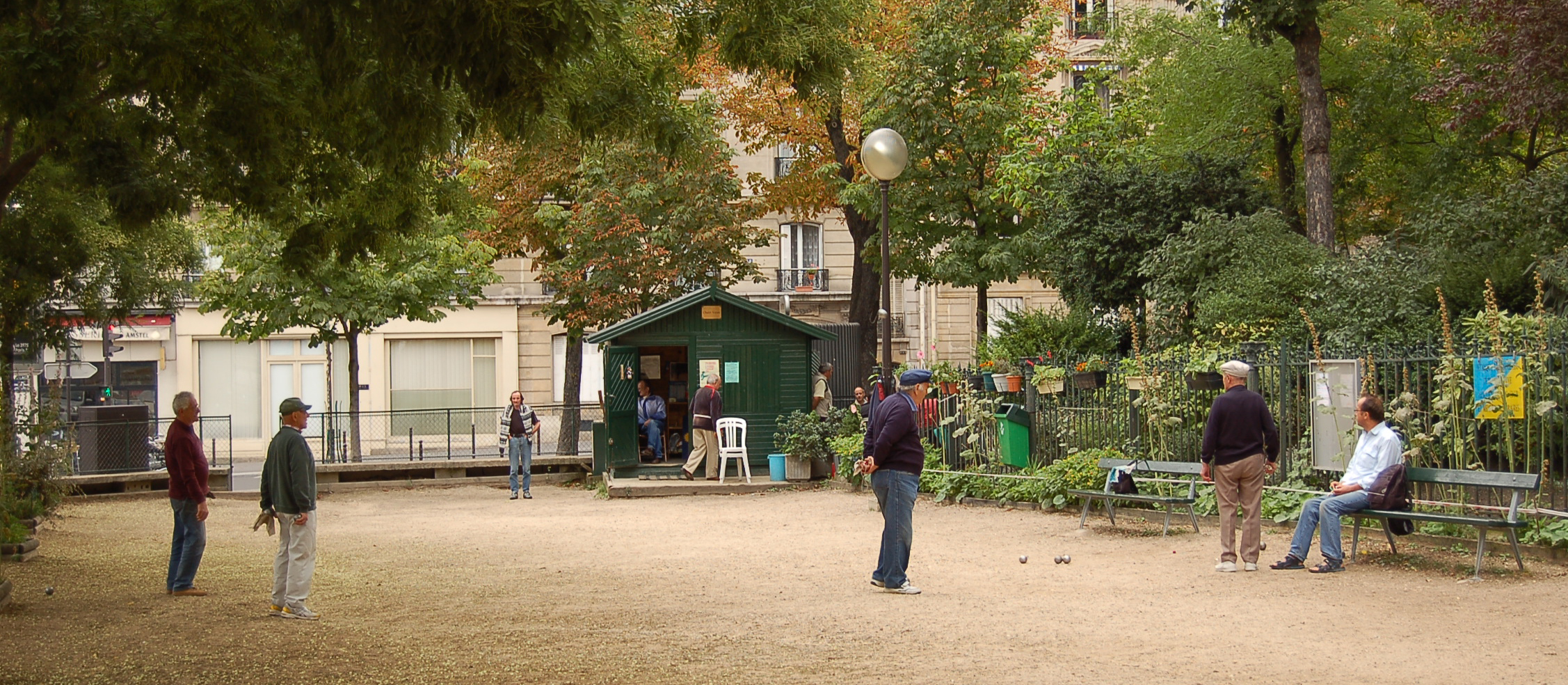
Batignolles.
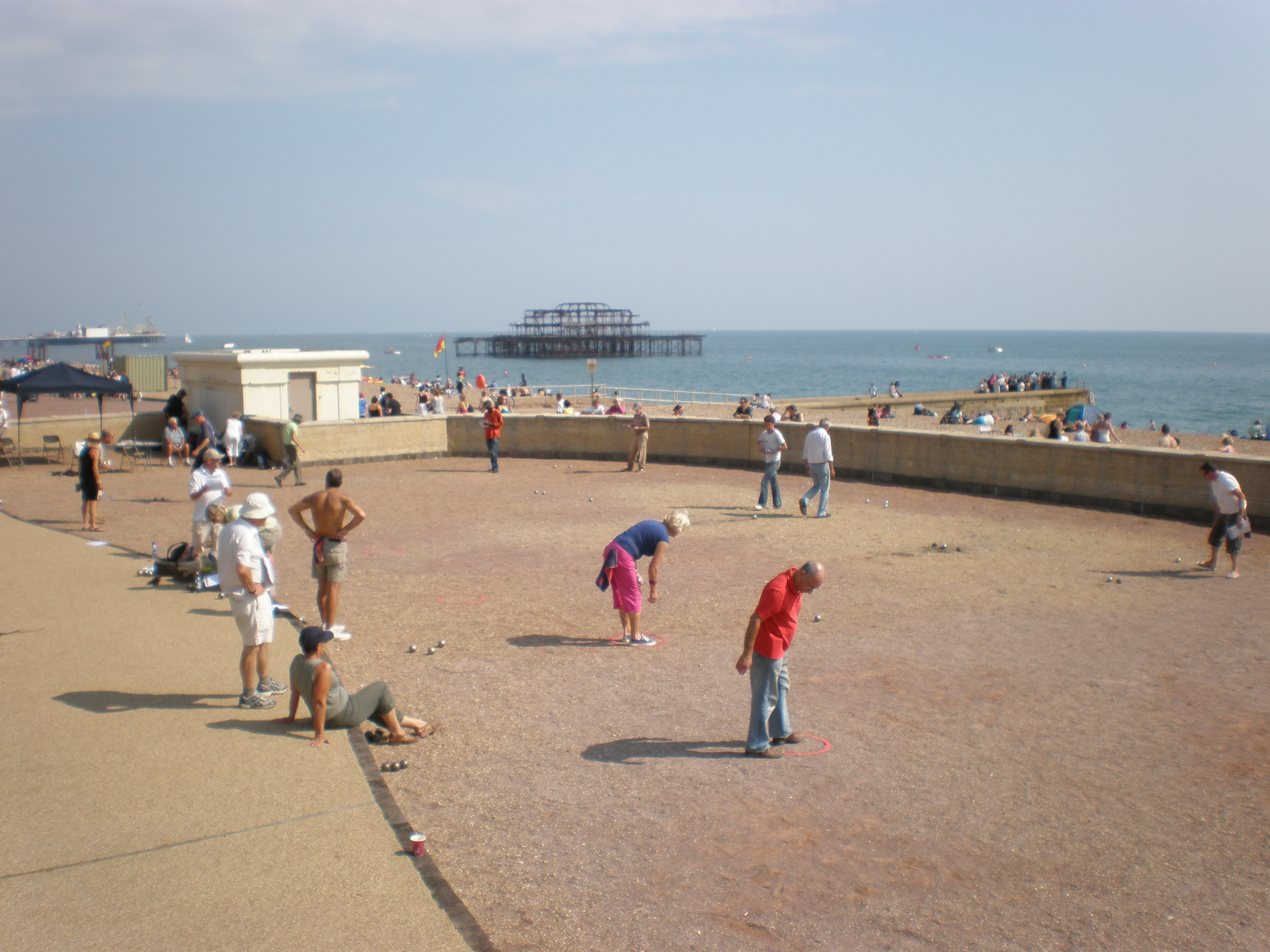
Brighton & Hove Petanque Club Brighton & Hove, Велика Британія